# Kilmurry Ibrickane

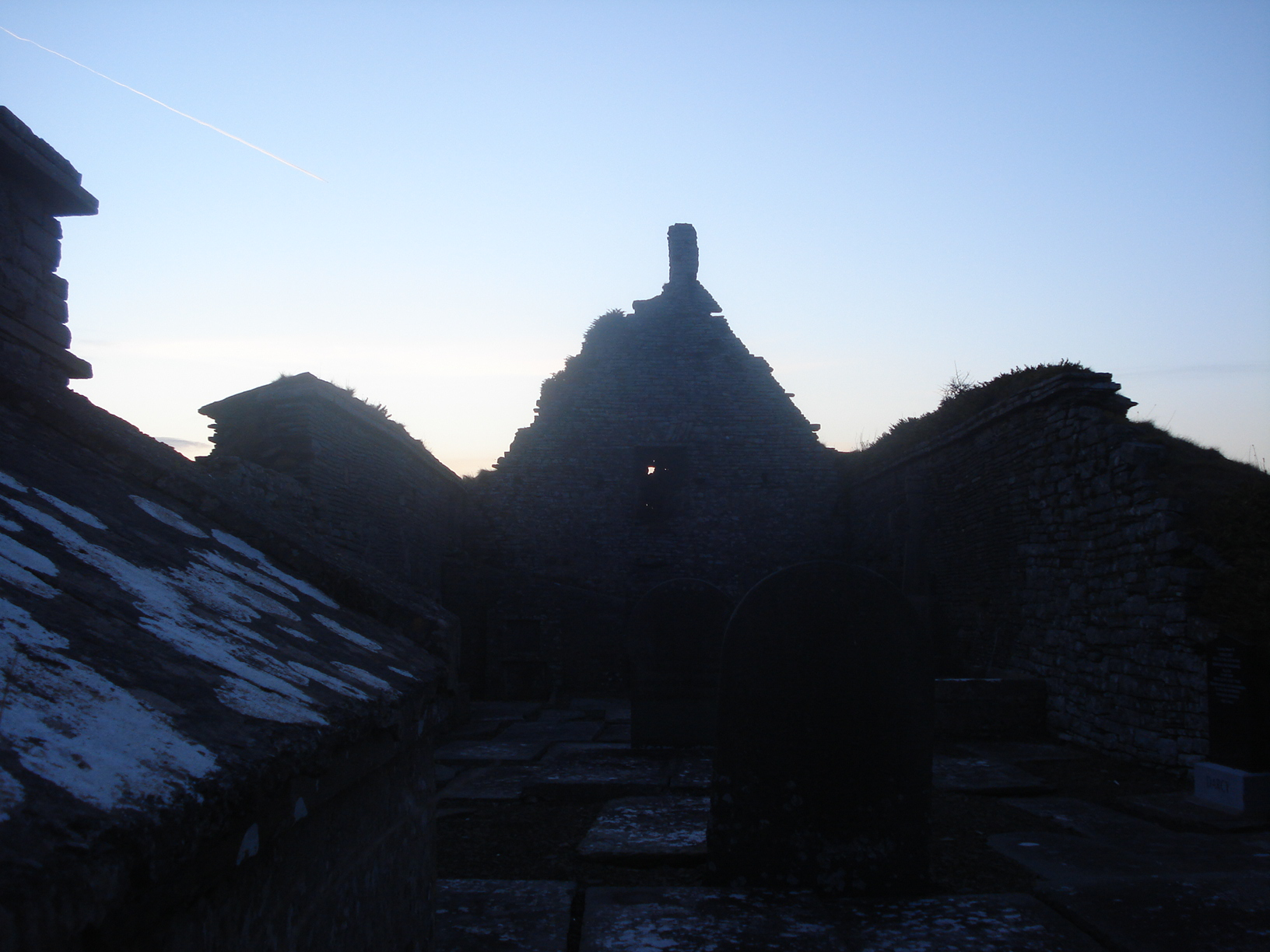
Overblijfselen van de kerk bij Kilmurry Ibrickane

Kilmurry Ibrickane (Iers: Cill Mhuire Uí Bhreacáin), ook bekend als Mullagh, is een rooms-katholieke parochie in County Clare in Ierland. De parochie ontleent haar naam deels aan de Onze Lieve Vrouwe Kerk (Iers: Cill Mhuire. Cill = Kerk; Mhuire = Onze Lieve Vrouwe) in het hedendaagse Kilmurry tot deze kerk in de tijd van de Verovering van Ierland onder Cromwell werd vernield. Het naamsdeel "Ibrickane" is afkomstig van de inmiddels opgeheven baronie Ibrickane en werd toegevoegd om verwarring met Kilmurry McMahon te voorkomen.
De voornaamste dorpen binnen de parochie zijn Mullagh, Coore en Quilty. De parochie is ook bekend door Kilmurry Ibrickane GAA, een Gaelic footballclub die speelt onder spiritueel leiderschap van de plaatselijke pastoor.
Overeenkomstig the Civil Registration Act 2004 zijn de kerkelijke inschrijvingen van dopen, huwelijken en overlijdens officiële gegevens. Dit maakt de pastorie de facto deel van de Civil Registration Service.

## Geschiedenis
Het is niet bekend wanneer de moderne parochie Kilmurry Ibrickane precies is ontstaan. Gedurende een lange periode was ze in de praktijk één geheel met de parochie Kilfarboy (Milltown Malbay) Het "Register of Priests" uit 1704 noemt de priesters Teige Shannon en Francis Shannon als pastoors in respectievelijk Kilfarboy en Kilmurry Inbrickane. Volgens de auteur Ó Murchadha is er echter weinig twijfel over het feit dat zij in feite fungeerden als pastoor en kapelaan in de gezamenlijke parochies.
In de jaren rond 1830 was de bevolking van de gecombineerde parochies gestegen tot om en nabij de 20.000 personen en werd een scheiding om praktische redenen noodzakelijk. De pastoor en zijn kapelaan, de broers Anthony en Patrick McGuane, startten met de bouw van twee identieke kerken in Milltown Malbay en Mullagh. De Night of the Big Wind veroorzaakte echter zoveel schade aan de kerk in Mullagh dat deze nooit werd voltooid. De kerk mist dan ook de toren en spits die de kerk in Milltown Malbay wel heeft. Toen Anthony McGuane in 1839 overleed werd zijn broer de eerste pastoor van de zelfstandig geworden parochie Kilfarboy. Een neef van hem, E.B. (Edmund) Barry, werd de eerste pastoor van Kilmurry Ibrickane.
Thomas Moloney, op dat moment kapelaan in Kilmurry Ibrickane, was een aanhanger van de Young Ireland beweging. Tijdens de Grote Hongersnood deed hij zijn uiterste best om Engeland en de wereld bekend te maken met de ramp die zich in Ierland aan het voltrekken was, zowel via de kranten als via politieke contacten.

## Kerken

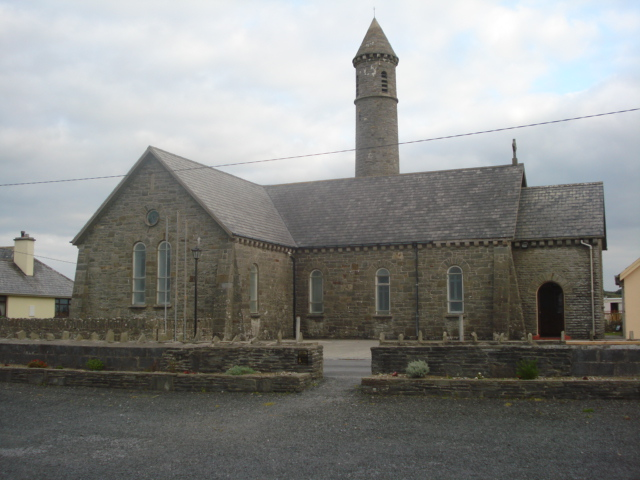
Our Lady Star of the Sea Church, Quilty

- St. Mary's Church, Mullagh. Gebouwd 1839.[6]
- The Most Holy Redeemer, Coore. Gebouwd 1865-1866.[8]
- Our Lady Star of the Sea, Quilty. Gebouwd 1909, als nasleep van de redding van de zeemannen vanaf het vergane Franse vrachtschip Leon XIII.[9]

## Lijst van pastoors
Deze lijst bevat alleen pastoors actief na de scheiding van Kilfarboy en Kilmurry Ibrickane:
- Edmund Barry (1839-1860)
- Patrick Moran (1860-1875)
- James Cahir (1876-1914)
- John Glynn (1914-1930)
- Patrick Scanlon (1930-1932)
- Patrick J. O'Halloran (1932-1947)
- Peter Ryan (1948-1961)
- Jeremiah Cahir (1961-1966)
- Henry Kenny (1966-1969)
- John Greed (1969-1972)
- Thomas Murphy (1972-1980)
- Michael Green (1981-1986)
- Timothy Tuohy (1986-2001)
- Patrick Larkin (2002–2013)[11]
- Anthony McMahon (2013-2018)[11]
- Donagh O’Mara (2018- )[12]